# Андреевка (Сергачский район)

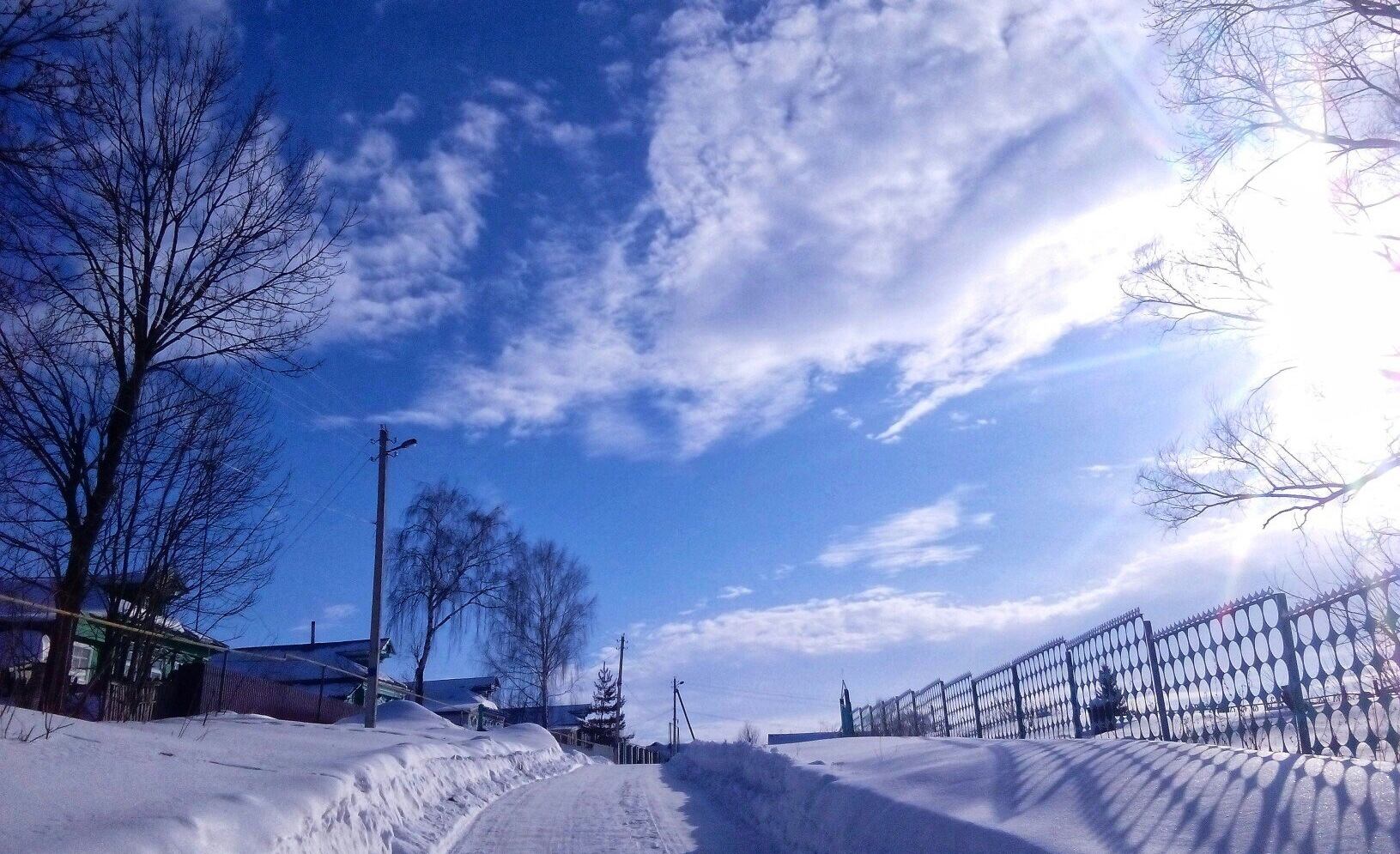

Андре́евка (тат. Мөтеравыл) — село в Сергачском районе Нижегородской области России. Административный центр Андреевского сельсовета.

## География
Село находится на расстоянии 16 км к северо-востоку от города Сергач, административного центра района.

### Часовой пояс
Село Андреевка, как и вся Нижегородская область, находится в часовой зоне МСК (московское время). Смещение применяемого времени относительно UTC составляет +3:00.

## Население
| 2002 | 2010 |
| ---- | ---- |
| 487  | ↘334 |

## Улицы
| - ул. Заводская, - пер. Молодёжный, | - ул. Саберова, - ул. Юсипова. |

## Известные уроженцы
- Саберов, Мустафа Саберович (1892—1970) — советский хозяйственный деятель.